# Буцик Андрій Калістратович
Андрі́й Калістра́тович Бу́цик (*4 (17) липня 1906, село Вишняки, нині Хорольського району Полтавської області — †25 грудня 1984, Київ) — український історик, педагог. Кандидат історичних наук (1947), професор (1964), декан історичного факультету Київського державного університету ім. Т. Г. Шевченка (1952—1954).

## Біографія
Народився у селі Вишняки Хорольського повіту (нині Хорольського району Полтавської області) в селянській сім'ї. У 1928—1930 роках навчався в педагогічному технікумі у Великих Сорочинцях. Закінивши технікум, у 1930—1932 роках працював директором семирічної школи в Миргороді, у 1932—1933 роках викладав соціально-економічні дисципліни в Хорольському технікумі сільської механізації.
У вересні 1933 року приїхав до Києва на навчання в університет. 1935 року закінчив Київський університет. Працював пропагандистом на різних підприємствах Києва. В 1938—1941 роках був аспірантом кафедри історії СРСР Київського університету. 1938 року одночасно розпочав викладацьку діяльність на історичному факультеті Київського університету, якій присвятив 40 років життя.
Учасник Німецько-радянської війни. Захищав Київ. Воював на Південно-Західному, Воронезькому та Західному фронтах. Нагороджений п'ятьма медалями.

Могила Андрія Буцика, Байкове кладовище

Після демобілізації з армії поновився в аспірантурі (навчався в 1945—1946 роках). 1947 року захистив кандидатську дисертацію «Крестьянское движение на Киевщине в революции 1905—1907 гг.».
Після війни далі працював у Київському університеті: від 1948 року — старший викладач, від 1949 року — доцент, від 1968 року — професор кафедри історії СРСР. У 1952—1954 роках був деканом історичного факультету.
Читав нормативний курс історії Росії другої половини 18 — першої половини 19 століть, спецкурси «Рух декабристів», «Суспільно-політичний рух Росії в першій половині 19 століття».
Як зазначає Григорій Казьмирчук, лекції Буцика були змістовні й ґрунтовні, лектор мав заслужену шану в студентів і колег, практичні заняття проводилися у формі гострих дискусій, емоційно .
Помер на 79-му році життя 25 грудня 1984 року. Похований на Байковому кладовищі (ділянка № 50, 50°25′17.63″ пн. ш. 30°30′22.81″ сх. д. / 50.4215639° пн. ш. 30.5063361° сх. д.).

## Наукова діяльність
Досліджував соціально-економічні, суспільні проблеми з історії України та Росії. Опублікував 44 праці. Автор кількох посібників для студентів історичного факультету.

### Основні праці
- Вітчизняна війна 1812 року і крах Наполеонівської імперії. — К., 1959. — 88 с.
- Великий патріотичний подвиг. (Участь українського народу у Вітчизняній війні 1812 року). — К., 1962.
- Петрашевці. — К., 1962. — 92 с.
- Суспільно-політичний рух в Росії у 30—50 роках XIX ст.: Посібник для вчителів. — К., 1964. — 260 с.
- Селяни і селянський пролетаріат Київщини в третій революції. — К., 1976. — 120 с.